# Operation Crusader
Operation Crusader är britternas lyckade försök att pressa tillbaka Rommels första offensiv i den nordafrikanska öknen under andra världskriget. Rommel tvingades retirera innan han inledde sin andra, mer kända och mer lyckade offensiv. Denna slutade i slaget vid El-Alamein. Erwin Rommel hade pressat tillbaka britterna från området runt Tobruk, en viktig hamnstad. Winston Churchill hade innan offensiven meddelat Auchinleck att "det är omöjligt att förklara för parlamentet varför våra trupper står stilla i månader medan Sovjetunionen mörbultas av tyska trupper". Auchinleck, som mest var för en defensiv krigföring, tvingades nu att ändå förbereda Operation Crusader. Operationen lyckades men fick följden att Rommel nästan omedelbart slog tillbaka och inledde sin andra och sista offensiv som slutade i det kända slaget vid el-Alamein.